# Roger Lönn
Roger Lönn, född 1 augusti 1967, är en svensk före detta fotbollsspelare.
Lönn spelade två seriematcher och tre matcher i slutspelet när IFK Norrköping tog sitt SM-tecken 1989. 1983 spelade han två U17-landskamper för Sverige.

## Klubbar
- Simonstorps IF –1985
- IFK Norrköping 1985–1987
- Åtvidabergs FF 1988
- IFK Norrköping 1989–